# Matilde de Courtenay

Escudo de la casa de Courtenay

Matilde de Courtenay, o Mahaut de Courtenay (1188-1257) fue condesa de Nevers, Auxerre y Tonnerre. Hija única de Pedro II de Courtenay y de Inés de Nevers, de la casa capeta de Courtenay. Fueron esposos de Matilde sucesivamente Hervé de Donzy y Guigues IV de Forez.

## Biografía
Pedro II de Courtenay (h. 1165-1219), primo del rey Felipe II Augusto, por su matrimonio con Inés I de Nevers (Agnes) (h. 1170-1193) deviene en 1184 conde de Nevers, de Auxerre y de Tonnerre. En 1199, en una revuelta, el conde cae prisionero de su vasallo, el señor de Donzy. Para recuperar la libertad, Pedro debe dar en matrimonio a su hija Matilde con Hervé de Donzy y cederle el condado de Nevers.  En 1219, Matilde, hija única, hereda también los condados de Auxerre y Tonnerre. 
Hervé IV de Donzy y Matilde de Courtenay eran primos. El matrimonio entre ellos, primos, fue aprobado por el papa pero se comprometieron a fundar la Cartuja de Bellary (1209) y la Abadía de Épeau (1211), a las que enriquecieron con sus propios bienes. Viuda de Hervé Donzy en 1222, casó en segundas nupcias con Guigues IV, conde de Forez (1226).
Muy popular por su generosidad, el 15 de agosto de 1223 firma en su castillo de Druyes una carta franca a los diputados de Auxerre, que otorga franquicias y libertades a la gente de Auxerre y marca el nacimiento de su comuna, reafirmando las concedidas por el conde Pedro de Courtenay en 1188. Fundó la Abadía de Notre-Dame du Réconfort de Saizy para monjas cistercienses (1235) y en 1244 aumentó la dotación asignada. En 1257, confirma que el castillo de Druyes, que habita con frecuencia, es propiedad de la abadía de Reigny. Ese mismo año, cede su molino de Pont-Cizeau a los religiosa de la abadía de Saint-Martin de Nevers a cambio de una renta.
Murió el 29 de julio de 1257 en el castillo de Coulanges-sur-Yonne, y fue enterrada en la Abadía de Notre-Dame du Réconfort de Saizy. Su tataranieta, Matilde II de Borbón (1234-1262), le sucedió como condesa de Nevers, Auxerre y Tonnerre.

## Matrimonios e hijos
De su primer matrimonio con Hervé de Donzy, fueron:
- Guillaume, muerto entre 1207 y 1214, prometido de Béatrice de Viennois.
- Inés II de Nevers († 1225), casada en 1221 con Guy de Châtillon, conde de Saint-Pol.[2]

Del segundo matrimonio, con Guigues IV de Forez, tuvo a:
- Artaude, casada con Artaud IV del Rosellón, viudo de Marie de Genève, señor del Rosellón y otras plazas.

## Título, propiedades
- Bagneaux  La Tresche, una mansión de campo que donan a los monjes de la Orden de Val-des-Choux para fundar la Abadía de Épeau (Abbaye Notre-Dame de l'Épeau).

## Iconografía
- Estatua de piedra caliza tallada; Dimensiones; 102 cm alto X 39,5 ancho y 29 de profundidad. Torre (29,5 X 12 X 10); corona (16,5 X 15). Mujer coronada portando un collar y un cinturón de perlas, sentada en trono. Torre junto a la rodilla derecha. La base de la estatua está decorada con un escudo de armas, en relieve, coronado por una cruz abacial. Obra del siglo XVI, encontrada en 1878 en las ruinas de la iglesia y los viejos edificios de la Abadía de Réconfort. Propiedad privada (Inventario general de 1994).